# Demid Pianda
Demid Sofonovitch Pianda (russe : Демид Софонович Пянда), Panteleï Demidovitch Pianda (russe : Пантелей Демидович Пянда) ou Penda (russe : Пенда) est l'un des premiers Russes à explorer la Léna.

## Biographie
Ses origines sont inconnues. Vers 1620, il part de Novaïa-Mangazeïa (Touroukhansk), remonte la Toungouska Inférieure et rejoint le fleuve Léna qu'il descend jusqu'à sa boucle, où se situe de nos jours Iakoutsk. Revenant sur ses pas, il arrive aux monts Baïkal puis gagne l'Angara (Toungouska Supérieure) en traversant les steppes bouriates et atteint l'Ienisseï. Il en suit le cours pour revenir à Touroukhansk. Il est ainsi le premier explorateur qui est atteint la Léna.